# Filippo Burzio
Filippo Burzio (Torino, 16 febbraio 1891 – Ivrea, 25 gennaio 1948) è stato un giornalista, ingegnere e politologo italiano.

## Biografia
Compì gli studi medi superiori all'Istituto Tecnico Industriale G. Sommeiller dove ottenne la Licenza fisico-matematica. Laureato in Ingegneria meccanica al Politecnico di Torino il 21 dicembre 1914, sviluppò alcune ricerche sulla balistica, materia per la quale ottenne la libera docenza; successivamente insegnò tale disciplina all'Accademia Militare e al Politecnico di Torino. Contemporaneamente sviluppava un suo pensiero politico e filosofico che ben presto prevalse sui suoi interessi scientifici e che espose in varie opere. Il suo pensiero si riconduce alla sua educazione liberale e illuministica, alla tradizione piemontese ed a figure come Jean-Jacques Rousseau, Camillo Cavour e Giovanni Giolitti. Burzio elabora la cosiddetta dottrina del Demiurgo, personalità in grado di moderare i comportamenti della società umana e di indirizzarne le aspirazioni. Nel suo pensiero alcuni vedono l'anticipazione di temi di attualità, in particolare di tematiche europeistiche.
Collaboratore del quotidiano La Stampa dal 1934, ne tenne la direzione dal 10 agosto all'8 settembre 1943. Per una successiva condanna a morte per antifascismo, fu costretto alla clandestinità fino alla liberazione. Dopo la caduta del Fascismo fu di nuovo direttore del quotidiano torinese. Fu anche socio corrispondente dell'Accademia Nazionale dei Lincei per la classe di Scienze Morali.
Morì improvvisamente per infarto il 25 gennaio 1948. Al suo nome è stata costituita una Fondazione.
Il primo convegno a lui dedicato si svolse il 12 novembre 1950 al Teatro Carignano di Torino. A Burzio è stato dedicato un convegno anche il 23 gennaio 1998.

## Opere
- Politica demiurgica (1923)
- Discorso sul demiurgo - L'inverno, Ribet, Torino 1929
- Ritratti (1929, 1933, 1937)
- Profeti d'oggi (1939)
- Il demiurgo e la crisi occidentale (1943)
- Dal superuomo al demiurgo (postumo 1952)